# Project AWARE
Project AWARE (Aquatic World Awareness, Responsibility and Education) ist eine weltweit tätige gemeinnützige Stiftung, die sich für den Naturschutz unter Wasser, durch Tauchausbildung, Säuberungsaktionen und Öffentlichkeitsarbeit einsetzt.

## Geschichte
In den 1980er-Jahren fand sich eine Gruppe von PADI-Tauchlehrern zusammen, die besorgt war über die zunehmende Zerstörung der Korallenriffe, nicht zuletzt auch durch Sporttaucher. Innerhalb der Firma PADI wurde ein Projekt begonnen, welches sich mit dem Themenkreis „Naturschutz und Tauchen“ beschäftigte. 1989 entstand daraus eine von PADI unabhängige Stiftung.
Ein europäischer Ableger wurde 1995 in Bristol gegründete.
Im Jahre 2009 ging Project AWARE eine ausgedehnte Partnerschaft mit der Non-Profit-Organisation Reef Check ein, die ein Programm zur weltweiten Überwachung von Korallenriffen koordiniert.
2011 beschloss Project AWARE sich stärker auf Säuberungsaktionen von Unterwasser-Landschaften zu konzentrierten.
2014 erhielt das Project AWARE die Auszeichnung „Best in America“ von der Wohltätigkeitsorganisation Independent Charities of America (ICA), für den Einsatz für den Schutz der Korallenriffe.

## Arbeitsbereiche
Neben der Sensibilisierung von Tauchern für den Naturschutz, durch Ausbildung und der Unterstützung von Bauprojekten künstlicher Korallenriffe, ist das Hauptarbeitsgebiet von Project AWARE heute, die Säuberung und Renaturierung von Gewässern. Rund um den Globus finden See-, Meeres- und Strand-Säuberungsaktionen statt, bei denen ehrenamtliche Taucher einen Teil eines Gewässers von Müll und anderen Fremdkörpern befreien. Jährlich organisiert Project AWARE zusammen mit Partnern jeweils am 20. Oktober ein sogenannter „International Beach Cleanup Day“, an dem weltweit zahlreiche Aufräumaktionen an Stränden und im Wasser davor stattfinden. Projekt AWARE unterstützt, die meist durch lokale Tauchbasen, organisierten Aufräumaktionen finanziell und teilweise auch logistisch.
PADI bietet mehrere Spezialkursen für Taucher an die auf eine Mitarbeit bei Project AWARE ausgerichtet sind. Dazu gehören die Kurse: Fish Identification, Coral Reef Conservation, Project AWARE oder Underwater Naturalist. Auch der PADI-Kurs Peak Performance Buoyancy wird vom Project AWARE zum Schutz der Unterwasserwelt empfohlen.

## Finanzierung
Project AWARE finanziert sich hauptsächlich durch den Verkauf von AWARE-Produkten und durch Spenden. Neben privaten Spenden, Geldern von anderen Naturschutzorganisationen und Mitteln aus staatlichen Naturschutzprojekten, ist PADI nach wie vor der wichtigste Spender. Taucher haben die Möglichkeit, das Project AWARE finanziell zu unterstützen, indem sie, statt eines normalen PADI-Brevets ein AWARE-Brevet erwerben. Für eine Spende von mindestens 10 Euro erhält der Taucher ein Brevet, das ein Unterwasser-Motiv auf der Vorderseite ziert. Im Jahre 2008 und nochmals im 2012 verkaufte der Schweizer Uhrenhersteller Doxa SA eine limitierte Auflage von Uhren, deren Erlös teilweise dem Project AWARE zugutekam.